# Elis Olof Asklöv
Elis Olof Asklöv, född 11 oktober 1902 i Åtvidaberg, Åtvids socken, död 7 oktober 1981 i Åtvidaberg, var en svensk folkmusiker och riksspelman.

## Biografi
Asklöv föddes 11 oktober  1902 i Åtvidaberg, Åtvids socken. När Asklöv blev 20 år gammal lärde han känns en spelman. Han började då att lära sig spela fiol. Asklöv kom senare att arbeta som borstbindare och korgmakare. Asklöv blev 1943 på Zornmärkesuppspelningen utnämnd till riksspelman. Asklöv avled 7 oktober 1981 i Åtvidaberg.
Asklöv kunde inte läsa noter.

## Upptecknade låtar
- Polska i G-dur från Dalhems socken.[3]

## Kompositioner
- Vals i A-dur. Komponerad 1929.[3]
- Vals i A-dur. Komponerad 1929.[3]
- Vals i A-dur. Komponerad 1930.
- Polska i Bb-dur. Komponerad 1929.
- Polska i G-dur. Komponerad 1930.